# Charles James Pibworth

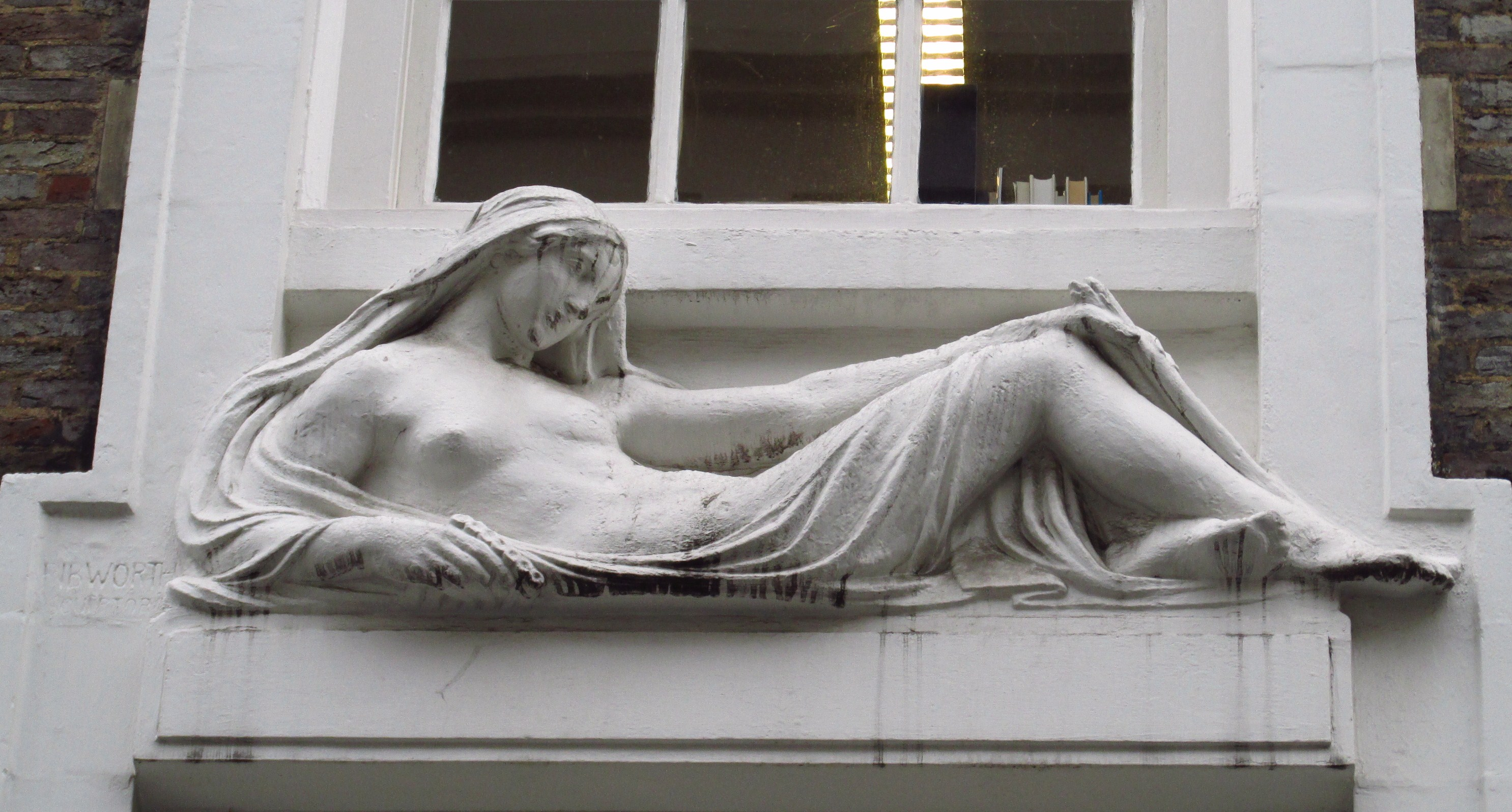
Euterpe (1912) von Charles Pibworth, 13–14 Archer Street, Soho, London

Charles James Pibworth (* 23. Januar 1878 in Bristol oder Barton Regis, Gloucestershire; † 8. November 1958 in London) war ein britischer Bildhauer, Maler und Designer.

## Leben
Charles James Pibworth war der Sohn von Charles K. Pibworth, einem Schuhmacher. Er begann seine künstlerische Ausbildung an der Bristol School of Art, setzte sie am Royal College of Art fort, wo er ein Stipendium erhielt, und studierte schließlich von 1899 bis 1902 an den Royal Academy Schools bei renommierten Bildhauern wie George Frampton, Edward Onslow Ford und Thomas Brock. Während dieser Zeit gewann er mehrere Auszeichnungen, darunter Goldmedaillen in den National Competitions der Jahre 1899 und 1900.
Nach Abschluss seiner Ausbildung arbeitete Charles James Pibworth eng mit dem Architekten Charles Holden zusammen. Zu ihren gemeinsamen Projekten gehörten unter anderem die Erweiterung des Gebäudes der Law Society in der Chancery Lane in London im Jahr 1904 sowie eine Serie von 21 Reliefs mit Figuren aus der englischen Literatur für die Bristol Central Library im Jahr 1907. Von 1903 bis 1917 unterrichtete er an der Camberwell School of Art in London. Er war Mitglied der Art Workers’ Guild (ab 1910) und der Royal Society of British Sculptors (ab 1907) und wurde 1904 zum Associate der Royal West of England Academy ernannt. Pibworth lebte und arbeitete in Chelsea, London, wo er am 8. November 1958 verstarb.

## Werk

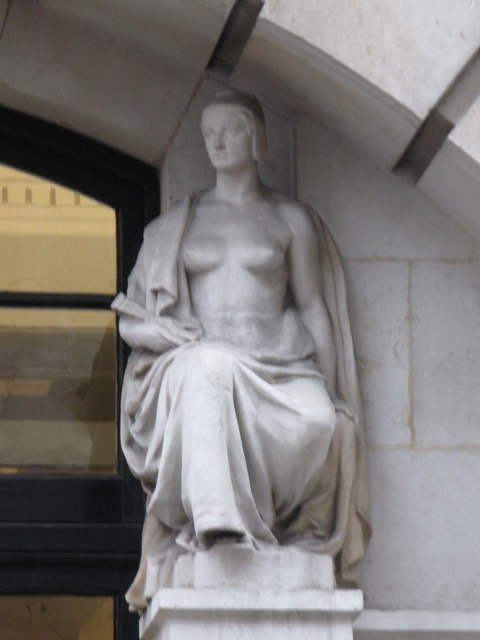
Marmorskulptur, Chancery Lane in London

Charles James Pibworth war ein Vertreter der New-Sculpture-Bewegung, die sich durch eine realistischere und dynamischere Darstellung in der Bildhauerei auszeichnete. Er schuf sowohl freistehende Skulpturen als auch architektonische Reliefs. Zu seinen bekanntesten Werken zählen:
- eine Serie von 21 Reliefs mit literarischen Figuren für die Bristol Central Library (1907), darunter Darstellungen von Geoffrey Chaucer und den Canterbury Pilgern, dem Venerable Bede und König Alfred
- Reliefs mit Allegorien wie Gerechtigkeit, Wahrheit, Freiheit und Barmherzigkeit für die Erweiterung des Gebäudes der Law Society in der Chancery Lane in London (1904)
- ein Relief der Muse Euterpe für die Fassade der Orchestral Association in der Archer Street in Westminster sowie
- ein Vogelbad zur Erinnerung an Margaret Damer Dawson, Mitbegründerin des Women’s Police Service, in der Nähe der Cheyne Row in Chelsea (1915)

Charles James Pibworth’ Werke wurden in zahlreichen renommierten Institutionen ausgestellt, darunter die Royal Academy, das Royal Institute of Oil Painters, die Royal Society of British Artists, die Royal West of England Academy, das Royal Glasgow Institute of the Fine Arts, die Walker Art Gallery in Liverpool und dem Pariser Salon, wo er 1947 eine Bronzemedaille erhielt.